# Râul Pietroasa, Văleni
Râul Valea Dracului este un afluent al râului Văleni. Se formează la confluența brațelor Chisbic și Imre

## Hărți
- Harta Județului Cluj
- Harta Munții Apuseni
- Harta Munții Trascău  Arhivat în 11 octombrie 2008, la Wayback Machine.